# Hugo Jung
Pour les articles homonymes, voir Jung.
Hugo Jung (17 juillet 1943 à Metz - 6 décembre 2007 à Mörfelden-Walldorf) est un journaliste allemand. Responsable de communication, il fut président de la Deutsche Public Relations Gesellschaft de 1988 à 1994. Il est l'auteur et l'éditeur scientifique de nombreuses publications dans ce domaine. 

## Biographie
Hugo Peter Felix Jung voit le jour le 17 juillet 1943 à Metz, pendant la seconde annexion. De 1965 à 1969, il fait des études de sociologie à l'Université Johann Wolfgang Goethe de Francfort-sur-le-Main. 
Diplômé de sociologie, Jung travaille pour le quotidien local Höchster Kreisblatt, puis pour le Frankfurter Neue Presse, où il est chroniqueur économique de 1970 à 1972. Il se tourne vers la communication et les relations publiques en 1973. Rédacteur en chef au journal de proximité Blick auf Hoechst , Hugo Jung travaille, dès 1978, pour le groupe Hoechst, l'un des piliers de l'industrie pharmaceutique en Allemagne, à Francfort-sur-le-Main. Il est alors nommé fondé de pouvoir et directeur adjoint du département « Relations publiques » de Hoechst AG. 
En 1985, Hugo Jung est élu vice-président de la Deutsche Public Relations Gesellschaft (DPRG), l'association professionnelle allemande des relations publiques, regroupant 3000 membres. Élu président de cette corporation en 1988, il occupe ce poste jusqu'en 1994. Parallèlement à ces responsabilités, Hugo Jung est par ailleurs responsable des relations publiques pour l'Informationszentrale Elektrizitätswirtschaft (IZE), groupement d'intérêt du secteur allemand de l'énergie. Homme de dialogue, son credo est alors «Wer nicht miteinander redet, hat bald nichts mehr zu sagen». Pour récompenser ses mérites au service du pays et de la collectivité, Hugo Jung reçoit, en 1990, la croix de l'Ordre du Mérite de la République fédérale d'Allemagne. 
Hugo Peter Felix Jung se retire du monde des affaires en 2003, et s’éteint le 6 décembre 2007, à Mörfelden-Walldorf, en Hesse.

## Publications
- 100 Jahre Wohnungsbau Hoechst. Ges. für Gemeinnützigen Wohnungsbau Hoechst, Frankfurt, 1974.
- Titelseiten. Visitenkarten der deutschen Geschichte. IZE, Informationszentrale der Elektrizitätswirtschaft e.V., Frankfurt, 1990.

## Distinctions
- Bundesverdienstkreuz : Croix de chevalier de l'Ordre du Mérite de la République fédérale d'Allemagne.

## Sources
- Günther Haedrich, Günter Barthenheier, Horst Kleinert : Öffentlichkeitsarbeit: Dialog zwischen Institutionen und Gesellschaft. Ein Handbuch, Sondereinband, mai 1982.